# Majakowskiring
De Majakowskiring is een ellipsvormige straat en de omliggende wijk in het Berlijnse stadsdeel Niederschönhausen in het district Pankow. De Majakowskiring genoot bekendheid omdat hier veel leidende figuren uit de DDR-regering woonden. "Gewone" burgers hadden geen toegang tot de wijk.
Vroeger heette het noordelijk deel van de Majakowskiring Kronprinzenstrasse en het zuidelijk deel Viktoriastrasse. In 1950 werd de straat vernoemd naar de Russische dichter Vladimir Majakovski. Aanvankelijk werd hij Majakowskistrasse genoemd en vervolgens Majakowskiring.
De meeste huizen zijn gebouwd in de jaren twintig van de 20e eeuw en werden vooral bewoond door welgestelde industriëlen en kunstenaars. Na de Tweede Wereldoorlog werden de huizen onteigend, en kwamen de DDR-leiders er te wonen. 
Tot 1960 woonden hier leden van de regeringen van de DDR, nadat eerst de huizen naar hun zin door architect Hans Scharoun waren verbouwd. De Majakowskiring (en ook wel het stadsdeel Pankow) werd dan ook geregeld als synoniem voor de DDR-regering gebruikt. Zo sprak Konrad Adenauer van de Herren in Pankoff en ook het nummer Sonderzug nach Pankow van Udo Lindenberg refereerde hieraan.
Het regeringskwartier werd met een muur afgeschermd van de buitenwereld, ook nadat in 1960 de politici in kwestie verhuisd werden naar Waldsiedlung. Daardoor kreeg het de bijnaam "Städtchen". Pas toen Lotte Ulbricht in 1973 na de dood van haar man Walter Ulbricht weer naar de Majakowskiring wilde terugkeren, werden de versperringen en controles opgeheven. Men verbood haar echter haar oorspronkelijke woning te betrekken en wees haar nummer 12 toe.
De huizen en hun bewoners:
- Majakowskiring 2: gastenhuis van de DDR-regering
- Majakowskiring 12: Lotte Ulbricht (na de dood van haar echtgenoot in 1973)
- Majakowskiring 28/30: Lotte en Walter Ulbricht
- Majakowskiring 29: Wilhelm Pieck, later gastenhuis van de burgemeester van Oost-Berlijn
- Majakowskiring 34: Johannes R. Becher
- Majakowskiring 46/48: Otto Grotewohl
- Majakowskiring 47: residentie van de ambassadeur van Polen, thans onderzoekscentrum van de Poolse academie voor wetenschappen in Berlijn
- Majakowskiring 58: Erich Honecker
- Majakowskiring ?: Friedrich Ebert jr.

Altonaer Straße · 
Amalienstraße · 
Bergmannstraße · 
Berliner Allee ·
Bernauer Straße · 
Bismarckstraße · 
Bornholmer Straße · 
Boxhagener Straße ·
Breite Straße ·
Brüderstraße ·
Brunnenstraße ·
Bülowstraße ·
Bundesallee ·
Danziger Straße ·
Eberswalder Straße ·
Ebertstraße ·
Fasanenstraße ·
Frankfurter Allee ·
Friedrichstraße ·
Gertraudenstraße ·
Greifswalder Straße ·
Halskestraße ·
Hardenbergstraße ·
Hauptstraße ·
Heerstraße ·
Hornstraße ·
Invalidenstraße ·
Judengasse ·
Kaiserdamm ·
Karl-Liebknecht-Straße ·
Karl-Marx-Allee ·
Karl-Marx-Straße ·
Kastanienallee ·
Klosterstraße ·
Kopenhagener Straße ·
Kopernikusstraße ·
Kurfürstendamm ·
Landsberger Allee ·
Lehrter Straße ·
Leipziger Straße ·
Majakowskiring ·
Mehringdamm ·
Mollstraße ·
Motzstraße ·
Mühlendamm · 
Oderberger Straße ·
Oranienburger Straße ·
Oranienstraße ·
Ostseestraße ·
Otto-Braun-Straße ·
Otto-Suhr-Allee ·
Potsdamer Straße ·
Prenzlauer Allee ·
Rathausstraße ·
Rheinstraße ·
Rigaer Straße ·
Rosa-Luxemburg-Straße ·
Rosenthaler Straße ·
Rykestraße ·
Samariterstraße · 
Scheidemannstraße · 
Schwedter Straße ·
Schönhauser Allee ·
Simon-Dach-Straße ·
Spandauer Straße ·
Sredzkistraße ·
Stralauer Allee ·
Straße des 17. Juni ·
Tauentzienstraße ·
Torstraße ·
Unter den Linden ·
Warschauer Straße ·
Wiesbadener Straße ·
Wilhelmstraße (Berlin-Mitte) ·
Wilhelmstraße (Berlin-Spandau)